# Plecotus ariel
Plecotus ariel (Thomas, 1911) è un pipistrello della famiglia dei Vespertilionidi endemico della Cina.

## Descrizione

### Dimensioni
Pipistrello di piccole dimensioni, con la lunghezza della testa e del corpo di 53 mm, la lunghezza dell'avambraccio di 44 mm, la lunghezza della coda di 57 mm, la lunghezza delle orecchie di 43 mm.

### Aspetto
La pelliccia è lunga. Le parti dorsali sono marroni scure brizzolate, mentre le parti ventrali sono più chiare. Il muso è conico, nerastro, con la fronte ricoperta di peli marroni chiari. Le orecchie sono enormi, ovali, marroni scure, unite sulla fronte da una sottile membrana cutanea. Il trago è lungo circa la metà del padiglione auricolare, affusolato e con l'estremità smussata. Le membrane alari sono marroni scure. Le dita dei piedi sono marroni scure, cosparse di pochi peli e munite di robusti artigli. La coda è lunga ed inclusa completamente nell'ampio uropatagio.

## Biologia

### Alimentazione
Si nutre di insetti.

## Distribuzione e habitat
Questa specie è conosciuta soltanto attraverso un individuo femmina catturato nel 1910 nella provincia cinese del Sichuan ed ora conservato presso il Natural History Museum di Londra con numero di catalogo BM(NH) 1911.2.1.6.
Vive a circa 2.500 metri di altitudine.

## Conservazione
La IUCN considera questa specie un sinonimo dell'orecchione meridionale.